# Молодчий Олександр Гнатович
Олекса́ндр Гна́тович Моло́дчий (нар. 27 червня 1920 — пом. 9 червня 2002) — український радянський військовий діяч часів Другої Світової війни, член КПРС з 1942 року. Генерал-лейтенант авіації (1962); двічі Герой Радянського Союзу.

## Біографія
Олександр Гнатович Молодчий народився 27 червня 1920 року в Луганську. Після закінчення семирічки вступив до місцевого аероклубу.
У 1937 призваний до лав Червоної Армії та зарахований до Ворошиловградської військової авіаційної школи пілотів (закінчив у 1938).
Із серпня 1940 — у складі 100-го авіаполку. 
У роки німецько-радянської війни (1941—45) — заступник командира ескадрильї 420-го і 748-го авіаційних полків дальньої дії, заступник командира, а потім командир ескадрильї 2-го гвардійського авіаполку (1941—44); інспектор-льотчик авіадивізії далекої дії (1944—45).
Олександр Молодчий провів 311 бойових вильотів, з них — 287 нічних, провів у небі 1324 години, налітав 600 тисяч кілометрів.
З грудня 1948 по листопад 1949 — слухач Івановської вищої льотно-тактичної школи командирів частин.
З лютого 1949 — командир 121 гвардійського авіаполку авіації далекої дії. 
З грудня 1950 по березень 1955 — заступник командира, згодом командир 22-ї авіадивізії.
22 березня 1965 звільнений у запас за хворобою. Після чого оселився у рідному Луганську, а в 1968 переїхав до Чернігова, де жив до кінця життя. 
Помер Олександр Гнатович Молодчий 6 червня 2002 року у військовому шпиталі міста Вінниці.
Похований на міському кладовищі Яцево в Чернігові.

## Нагороди
- Три ордени Леніна;
- Три ордени Червоного Прапора;
- Орден Олександра Невського;

Пам’ятник О. Г. Молодчому в Луганську

Могила О. Г. Молодчого, міське кладовище «Яцево», Чернігів

- Орден Вітчизняної війни 1-го ступеня;
- Орден Червоної Зірки;
- Медалі;
- Орден Червоного Прапора (МНР).
- 25 серпня 1983 року сесія міської ради ухвалила рішення про присвоєння О. Г. Молодчому звання Почесного громадянина Чернігова.

## Пам'ять
- На могилі О. Г. Молодчого в Чернігові встановлено пам'ятник, а в центрі рідного Луганська, на Червоній площі — погруддя.
- У Чернігові ім’ям О. Молодчого названо вулицю — від вулиці Шевченка до проспекту Левка Лук'яненка, на будинку по вулиці Івана Мазепи, де він проживав, встановлена меморіальна дошка.